# Felicia dubia
Felicia dubia es una planta que pertenece a la familia de las  asteraceas. Es originaria de Sudáfrica.

## Descripción
Felicia dubia es una planta erecta anual que alcanza un tamaño de 50-400 mm de alto. Las hojas son oblanceoladas y están escasamente dentadas y peludas. Las cabezas florales con flores liguladas de color azul y amarillo y los floretes del disco son sufragados por separado en un tallo piloso. Estos capítulos son normalmente de 25 mm de diámetro. Las brácteas involucrales están dispuestos en tres filas, con la fila exterior más corta que las dos filas interiores de igual tamaño. La floración se produce de julio a octubre.

## Distribución y hábitat
Esta especie es común en la Provincia del Cabo Occidental y el norte, concretamente a lo largo de Namaqualand y en el Karoo, y se extiende hacia el sur, hacia la Península del Cabo.

## Taxonomía
Felicia dubia fue descrita por  Alexandre Henri Gabriel de Cassini  y publicado en Dictionnaire des Sciences Naturelles [Second edition] 16: 315. 1820.
Sinonimia
- Aster adfinis Less.
- Aster adfinis var. adfinis
- Aster pusillus (N.E.Br.) Hutch.
- Felicia adfinis (Less.) Nees
- Felicia pusilla N.E.Br.[3]